# Etheostoma histrio
Etheostoma histrio är en fiskart som beskrevs av Jordan och Gilbert, 1887. Etheostoma histrio ingår i släktet Etheostoma och familjen abborrfiskar. Inga underarter finns listade i Catalogue of Life.